# Муромцева Ольга Георгіївна
О́льга Гео́ргіївна Му́ромцева (16 лютого 1938, село Хотімля, нині Вовчанського району Харківської області — 19 жовтня 2008, Харків) — український мовознавець. Доктор філологічних наук (1987).

## Біографічні відомості
Ольга Георгіївна народилася в учительській сім'ї. Батько, Георгій Тимофійович Аксьонов, викладав у різних населених пунктах Харківщини (Хотімля, Огіївка, Сахновщина тощо), брав участь у Другій світовій війні, й завершував свій трудовий шлях директором школи-інтернату в Сахновщині. Мати, Галина Василівна Аксьонова, була учителем молодших класів, а потім, змінивши професію, до виходу на пенсію працювала в системі народної освіти.
У 1955 р. Ольга Георгіївна закінчила Сахновщинську СШ № 1 із золотою медаллю. 1960 року закінчила з відзнакою філологічний факультет Харківський університет за спеціальністю «українська мова та література».
З 1960 до 1964 року працювала лаборантом на кафедрі української мови Харківського державного університету ім. М. Горького та в редакції газети «Харківський університет». У 1964 році перейшла на викладацьку роботу до Харківського педагогічного інституту. Протягом 1962–1966 років навчалася в заочній аспірантурі Інституту мовознавства імені О. О. Потебні АН УРСР. У 1968 році захистила кандидатську дисертацію «Семантичні зміни в групі суспільно-політичної лексики української літературної мови другої пол. XIX століття — першої пол. XX століття.» У 1986 році захистила докторську дисертацію «Розвиток лексики української літературної мови в другій пол. XIX століття — першій пол. XX століття.» Через два роки їй було присвоєне вчене звання професора.
З 1988 до 1992 року — професор кафедри української мови Харківського державного педагогічного інституту ім. Г. С. Сковороди. У 1992 році створила в ХНПУ ім. Г. С. Сковороди кафедру українознавства, яку очолювала до 2001 року.

## Основні праці
За ЕСУ:
- Розвиток лексики української літературної мови в другій половині XIX – на початку XX ст. Х., 1985
- Із історії українського фейлетону (лінгвостилістичний аспект) // Мовознавство. 1989. № 4
- Культура мови вчителя: Курс лекцій. Х., 1998 (співавт.)
- З історії української літературної мови: Вибр. пр. Х., 2008.[1]